# 日本学術講師会
株式会社日本学術講師会（にほんがくじゅつこうしかい）は、福岡県・佐賀県・熊本県において運営されている家庭教師紹介ネット学習の会社である。

## 概要
1986年（昭和61年）に、中村信二（現社長）が創業。
学生時代に家庭教師を多数受け持ち、勉強の仕方が分からない、どの単元をどのようにしたら良いかわからない、分からないところが、分からない等々、悩んでる子供たちが多いのに驚きを感じ、家庭教師の紹介を始めた。
最初は、大学の友達に、家庭教師の心構えや、やり方を教え、生徒に紹介していった。
派手な広告はせず、紹介重視の活動を行っている。
受験対策問題集高校入試「虎の巻」を作成。
近年はインターネット自宅学習システム「e点ネット塾」を全国、海外に配信している。
子供達の教育に特化したボランティア活動では平成2年島原普賢岳の爆発に伴い、夏休みに延160人の福岡の家庭教師を島原の子供達に教育ボランティアとして派遣。
全国初の100人収容の無料学習室を2013年にオープン。

## 沿革
- 1986年11月（昭和61年） - 「日本学術講師会」起業
- 1990年11月（平成2年）-　株式会社日本学術講師会　設立
- 1994年10月（平成6年） - 資本金1000万に増資
- 2005年10月（平成17年） - 資本金1800万に増資
- 2006年6月（平成17年） - 資本金2600万に増資

## 学習システム
プロ家庭教師の採用
単なる学生の紹介でなく、直接面接し、学科試験、適性検査、家庭教師の経験、実績・身元確認し、家庭教師登録。
教育体制
1人の生徒に家庭教師とは別に、担当スタッフ、教務員の３人体制で、カウンセリング、学習計画や進路指導等を行う。
指導方針
生徒の家庭に訪問し、父兄の要望を聞き、現状、得意不得意教科、学力レベル等ヒアリングした上で、日本学術講師会のやり方を説明。
いかに家庭教師の指導以外に生徒が、学習出来るかを考え、家庭教師の指導がない日の、学習計画を立てていく。
ティーチングも大切だが、生徒が自分考えて出来るコーチィング重視の指導を行う。
高校入試「虎の巻」シリーズ
全国17都府県、高校入試「虎の巻」。虎の巻シリーズ国数英。理社。リスニング虎の巻。
センター虎の巻　数学、英語。

## 社会貢献活動
- 1990年8月（平成2年） - 島原普賢岳大爆発により　島原の公民館、お寺、船の中を借り、延べ160人の講師を福岡より教育ボランティアとして派遣
- 1990年12月（平成2年） - 島原普賢岳大爆発により　島原現地3ヶ所にてファックスで教育指導
- 1991年8月（平成3年） - 島原普賢岳大爆発により　島原の子供たちを雲仙の旅館にまねいて合宿指導
- 1991年12月（平成3年） - 島原普賢岳大爆発により　子供たちを大分県のオートポリスへ招待
- 1993年8月（平成5年） - やすらぎ荘にて身障者子供たちとの交流及び街頭募金
- 1995年8月（平成7年） - やすらぎ荘にて身障者子供たちとの交流及び街頭募金
- 2007年（平成19年） - 幸一くんを助ける会への募金活動
- 2010年（平成22年） - フィリピンに行き子供たちへの文房具寄付（約100キロ）
- 2011年（平成23年） - 宮崎県新燃岳教育ボランティア(ネットにて無料講義配信)
- 2011年（平成23年） - 東日本大震災教育ボランティアにて文房具支援（約350キロ）
- 2012年5月（平成24年） - ミャンマー孤児院へ文房具寄付（約150キロ）
- 2013年11月（平成25年） - 学習支援学術の森開校

## 他の事業
株式会社 ガクジュツ
中学生・高校生向け問題集を中心とした出版社。

## 事業種類
家庭教師
福岡県、佐賀県、熊本県にて大学生、院生、プロ講師派遣
e点ネット塾
インターネット自宅学習システムを24時間、いつでも必要な教科の単元を全国に配信。
ガクネット
小中学生が楽しみながら学習できる問題をオンデマンド方式で、全国に配信。

## その他
全国初、講師、ネット授業等全て無料の、無料学習室「学術の森」
福岡市中心街にて、同時に70人～100人対応の学習支援。
午前中、午後は、不登校生の学習を支援。

## スポンサー
現在
- 学生サークル SAM

## テレビ・新聞
テレビ
- 2000年9月　 RKB毎日放送　THE WAVE「夢へのチャレンジ」
- 2002年2月　 RKB毎日放送　チャレンジ心の時代「子供の夢と現実」パネラー出演
- 2011年5月　 RKB毎日放送　「タクナル」e点ネット塾紹介
- 2011年7月　 RKB毎日放送　「元気by福岡」インタビュー
- 2012年1月　 RKB毎日放送　「今日感テレビ」ボランティア活動放送
- 2012年10月　KBS京都・東北放送　「納得！お得！ネットク！」e点ネット塾 紹介
- 2013年11月　TVQ九州放送　「ルックアップ福岡」学術の森 紹介
- 2013年12月　TBSテレビ　「さんまのSuperカラクリテレビ」センター虎の巻 紹介
- 2014年7月　 テレビ西日本放送　「土曜NEWSファイル CUBE」学術の森 紹介

新聞
- 2012年12月　熊本日日新聞　e点ネット塾 掲載
- 2014年4月　朝日新聞　学術の森 取材
- 2014年5月　毎日新聞　学術の森 掲載